# FC Santa Coloma
FC Santa Coloma este un club de fotbal din Andorra care evoluează în Campionat de Lliga.

## Palmares
- Campionat de Lliga: 13

(2001, 2003, 2004, 2008, 2010, 2011, 2014, 2015, 2016, 2017, 2018, 2019)
- Copa Constitució: 10

(1991, 2001, 2003, 2004, 2005, 2006, 2007, 2009, 2012, 2015, 2018)
- Supercopa Andorrana: 4

(2003, 2005, 2007, 2008)

## Meciuri în cupele europene
| Sezon     | Competiția         | Etapa           | Adversar                 | Turul I      | Turul II     |
| --------- | ------------------ | --------------- | ------------------------ | ------------ | ------------ |
| 2001-2002 | Cupa UEFA          | calificări      | FK Partizan Belgrad      | 0 – 1        | 1 – 7        |
| 2003-2004 | Cupa UEFA          | calificări      | Esbjerg fB               | 0 – 5        | 1 – 4        |
| 2004-2005 | Cupa UEFA          | calificări Q1   | FK Modriča               | 0 – 1        | 0 – 3        |
| 2007-2008 | Cupa UEFA          | calificări Q1   | Maccabi Tel Aviv FC      | 1 – 0        | 0 – 4        |
| 2008-2009 | Liga Campionilor   | calificări Q1   | FBK Kaunas               | 1 – 4        | 1 – 3        |
| 2009-2010 | UEFA Europa League | calificări Q2   | FC Basel                 | 0 – 3        | 1 – 4        |
| 2010-2011 | Liga Campionilor   | calificări Q1   | Birkirkara FC            | 0 – 3[A]     | 3 – 4        |
| 2011-2012 | Liga Campionilor   | calificări Q1   | F91 Dudelange            | 0 – 2        | 0 – 2        |
| 2012-2013 | UEFA Europa League | calificări Q1   | NK Osijek                | 0 – 1        | 1 – 3        |
| 2013-2014 | UEFA Europa League | calificări Q1   | Breiðablik UBK           | 0 – 4        | 0 – 0        |
| 2014-2015 | Liga Campionilor   | calificări Q1   | FC Banants               | 1 – 0        | 2 – 3        |
| 2014-2015 | Liga Campionilor   | calificări Q2   | Maccabi Tel Aviv FC      | 0 – 1        | 0 – 2        |
| 2015-2016 | Liga Campionilor   | calificări Q1   | Lincoln Red Imps FC      | 0 – 0        | 1 – 2        |
| 2016-2017 | Liga Campionilor   | calificări Q1   | Alașkert FC Erevan       | 0 – 0        | 0 – 3        |
| 2017-2018 | Liga Campionilor   | calificări Q1   | Alașkert FC Erevan       | 0 – 1        | 1 – 1        |
| 2018-2019 | Liga Campionilor   | preliminarii sf | KF Drita                 | 0 – 2 (d.p.) | 0 – 2 (d.p.) |
| 2018-2019 | UEFA Europa League | calificări Q1   | Knattspyrnufélagið Valur | 1 – 0        | 0 – 3        |
| 2019-2020 | Liga Campionilor   | preliminarii sf | SP Tre Penne             | 1 – 0        | 1 – 0        |
| 2019-2020 | Liga Campionilor   | preliminarii f  | KF Feronikeli Drenas     | 1 – 2        | 1 – 2        |
| 2019-2020 | UEFA Europa League | calificări Q2   | FC Astana                | 0 – 0        | 1 – 4        |

1. ^ Meciul nu s-a disputat, scorul a fost stabilit de UEFA.